# Kvibille kyrka
Kvibille kyrka är en kyrkobyggnad som sedan 2008 tillhör Slättåkra-Kvibille församling (tidigare Kvibille församling) i Göteborgs stift. Den ligger i kyrkbyn Kvibille i Halmstads kommun.

## Kyrkobyggnaden
Den vitputsade stenkyrkans äldsta delar är från 1100- eller 1200-talet. Koret ovanliga storlek beror på att det även inrymmer Roluf Hanssons gravkor, byggt 1673. Med stor sannolikhet fanns tidigare en klockstapel. Ett klocktorn i anslutning till kyrkans västra gavel fanns före 1662 enligt räkenskaperna. Det trätornet ersattes 1831 av nuvarande torn i nyklassicistisk stil. År 1867 revs triumfbågsmuren mellan långhus och kor och kyrkan fick 1870 en nyklassicistisk interiör.
Vid restaureringen 1927–1928 under ledning av Hakon Ahlberg utbyggdes en ny sakristia på långhusets nordsida och inventarierna återställdes till originalskick.

## Takmålningar

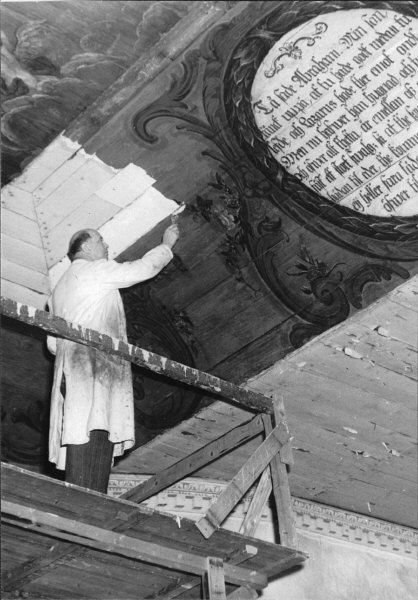
Takmålningarna skrapas fram 1951.

Rester av medeltida kalkmålningar finns i kyrkans inre. År 1770 fick kyrkan ett nytt takvalv i trä. Följande år bemålades taket av målarmästare Johan Blomberg från Halmstad. Det målades över med vit färg 1870 i samband med restaureringen i klassicistisk stil av hela interiören. Först vid renoveringen 1949-1953 fick konservator Erik Sköld i uppdrag att åter skrapa fram målningarna i taket och samtidigt utförde han nya målningar i kortaket som gick i Blombergs stil.

## Gravkoret
Roluf Hansson (1603-1683) hade varit rådman i Varberg och Halmstad. Han bosatte sig på äldre dar på Tronarps gård. För att bevara sina egna och makans kvarlevor åt eftervärlden lät han redan i livstiden 1673 bygga ett gravkor vid östra gaveln på Kvibille kyrka — en cirkelrund byggnad som samtidigt skulle tjäna som sakristia. Vid en ombyggnad på 1860-talet flyttades dock kistorna ut ur gravkoret och gravsattes på kyrkogården. Gravkoret sammanbyggdes med övriga kyrkan. Under koret finns kryptan kvar.
Runstenen DR 354 från kristen tid är inmurad i korets södra vägg.

## Inventarier
- Predikstol från 1600-talet.
- Altaruppsats är troligen utförd 1669 av Sören Kierulf och målades 1770 om av Johan Blomberg.
- Ett triumfkrucifix i romansk stil från 1200-talets första hälft.
- Dopfunt i rödflammig gnejs utförd 1954 av skulptören Erik Nilsson, Harplinge.
- Brudbänk från mitten av 1700-talet.
- En kyrkkista från 1500- eller 1600-talet återskänktes till kyrkan 1953.
- Till vänster om altaret hänger ett epitafium över rådman Roluf Hanson.
- Ett medeltida altarskåp förvarades sedan 1873 vid Statens Historiska Museum, men återkom 2017 till kyrkan. Det är en triptyk med två flyglar och tillkom omkring 1500 och anses vara tillverkat i norra Tyskland. Överst centralt i corpus (mittstycket) står Madonnan. Hon framställs som krönt Himladrottning. Till höger står S:t Olof och till vänster S:t Sunniva. Nedtill i Corpus är 11 personer samlade i Gregorii mässa. I flyglarna (dörrarna) är 12 apostlar uppställda[4].
- I tornet hänger två klockor, varav storklockan är gjuten 1641. Båda har inskription.

### Orgel
- 1805 byggde Lars Strömblad en orgel med 11 stämmor.
- 1928 byggde A. Magnusson Orgelbyggeri AB, Göteborg en pneumatisk orgel. Den har fria och fasta kombinationer. 1955 omdisponerades orgeln av Olof Hammarberg, Göteborg.

| Manual I         | Manual II     | Pedal       | Koppel   |
| Gedaktpommer 16´ | Rörflöjt 8´   | Subbas 16´  | I/P      |
| Gedakt 8'        | Flöjt 4'      | Koralbas 4´ | II/P     |
| Principal 4'     | Principal 2'  |             | II/I     |
| Hålflöjt 4'      | Nasat 1 1/3'  |             | I 4'/I   |
| Flagflöjt 2'     | Scharf 2 chor |             | II 16'/I |
| Mixtur 2 chor    |               |             |          |

- Ett nytt orgelverk från Hammarbergs Orgelbyggeri AB med delvis äldre pipmaterial installerades 2000 bakom den ljudande fasaden från 1805 byggd av Lars Strömblad. Instrumentet har sexton stämmor fördelade på två manualer och pedal.[5]

## Bilder

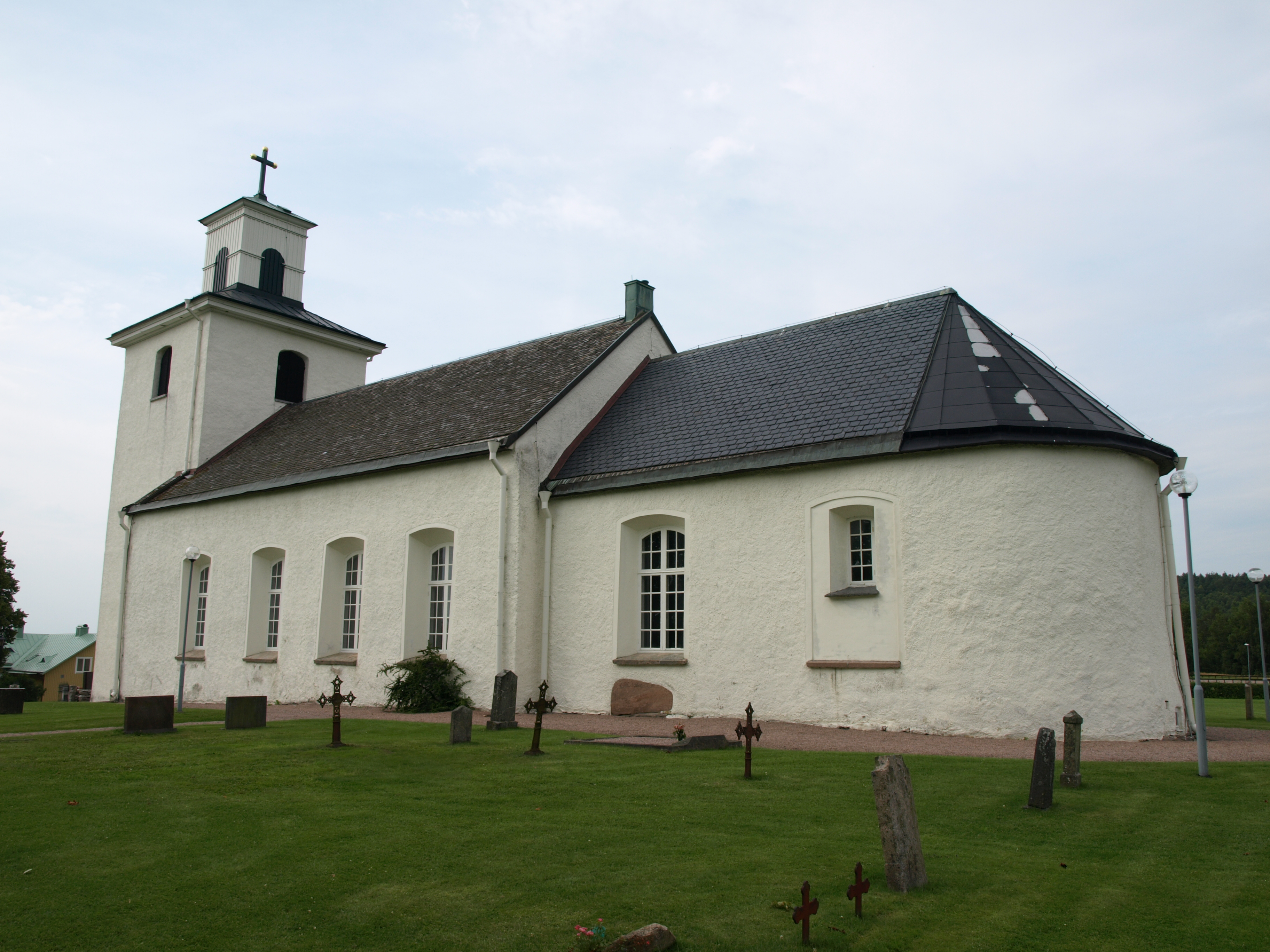
Exteriör. Under ett av fönstren syns runstenen DR 354.
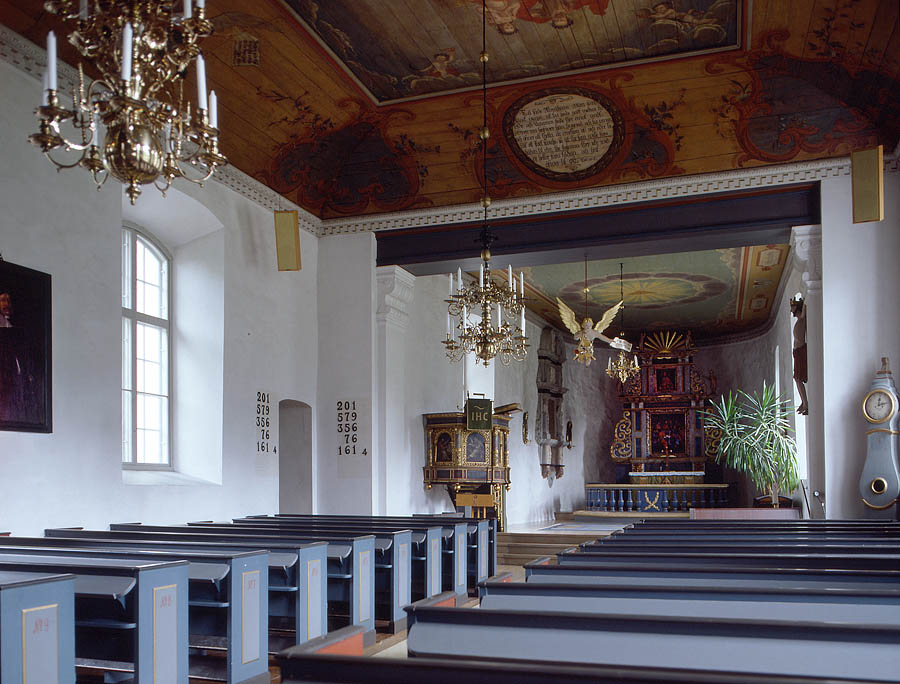
Interiör mot koret.
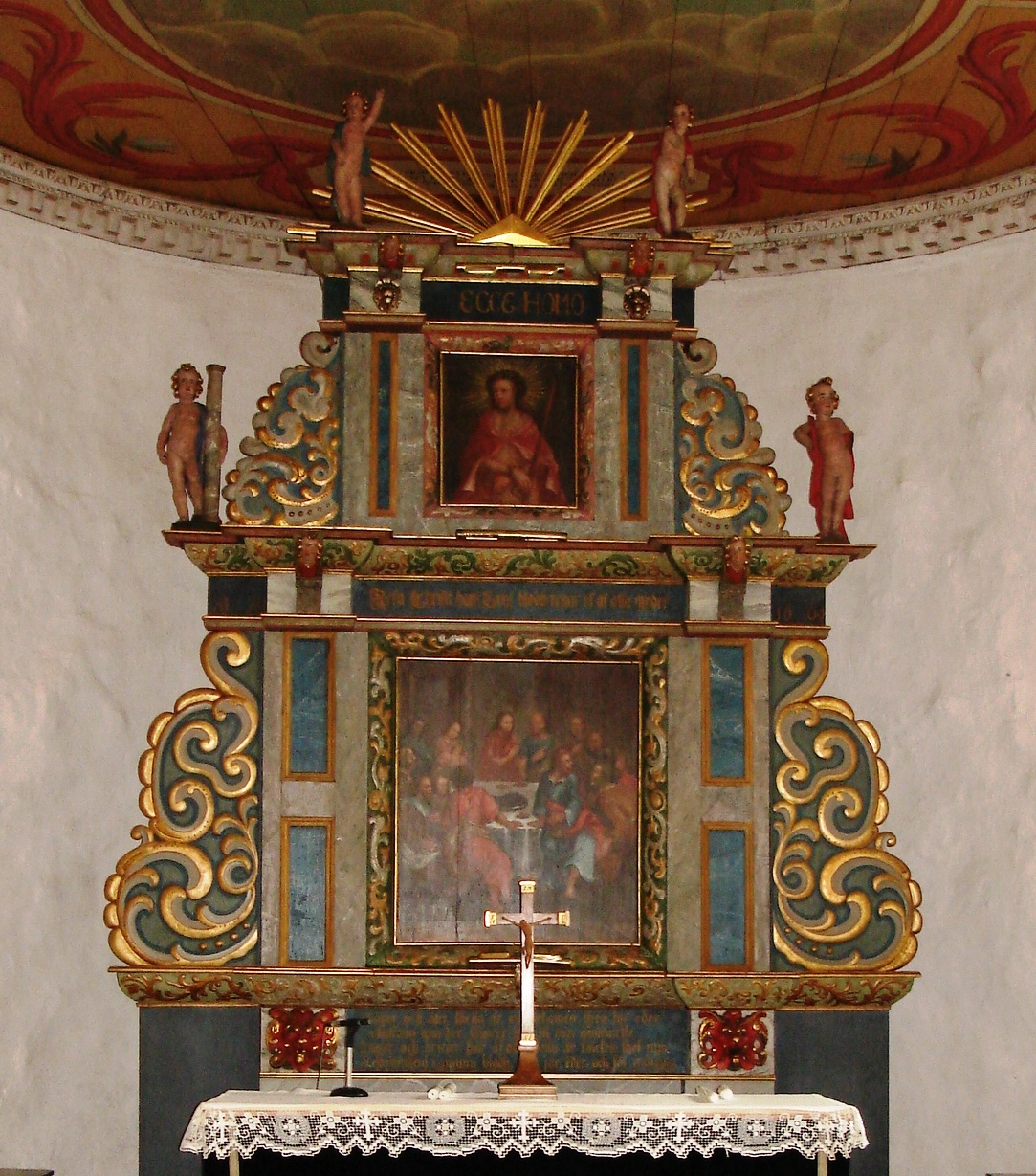
Altaruppsatsen.
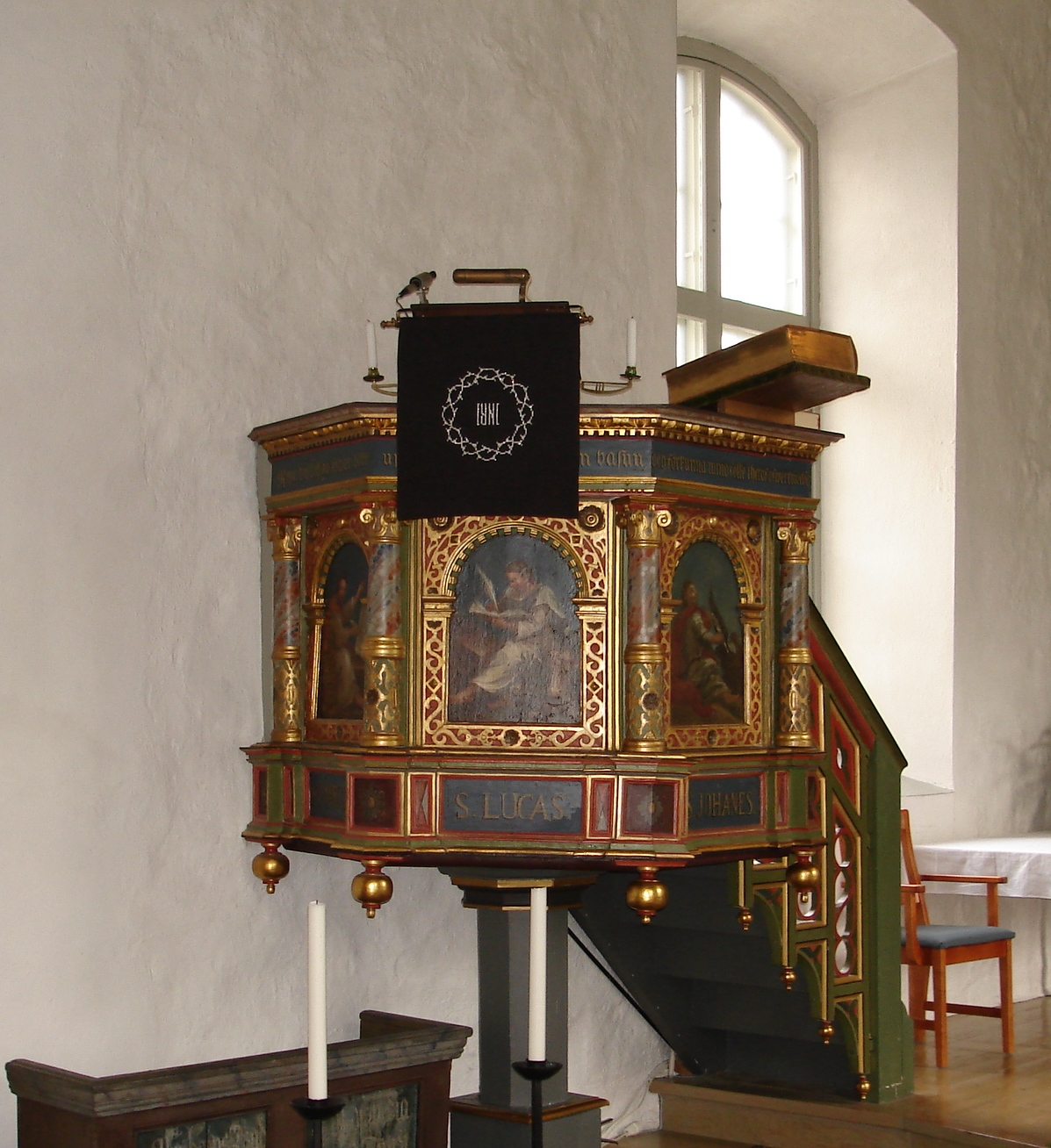
Predikstolen.
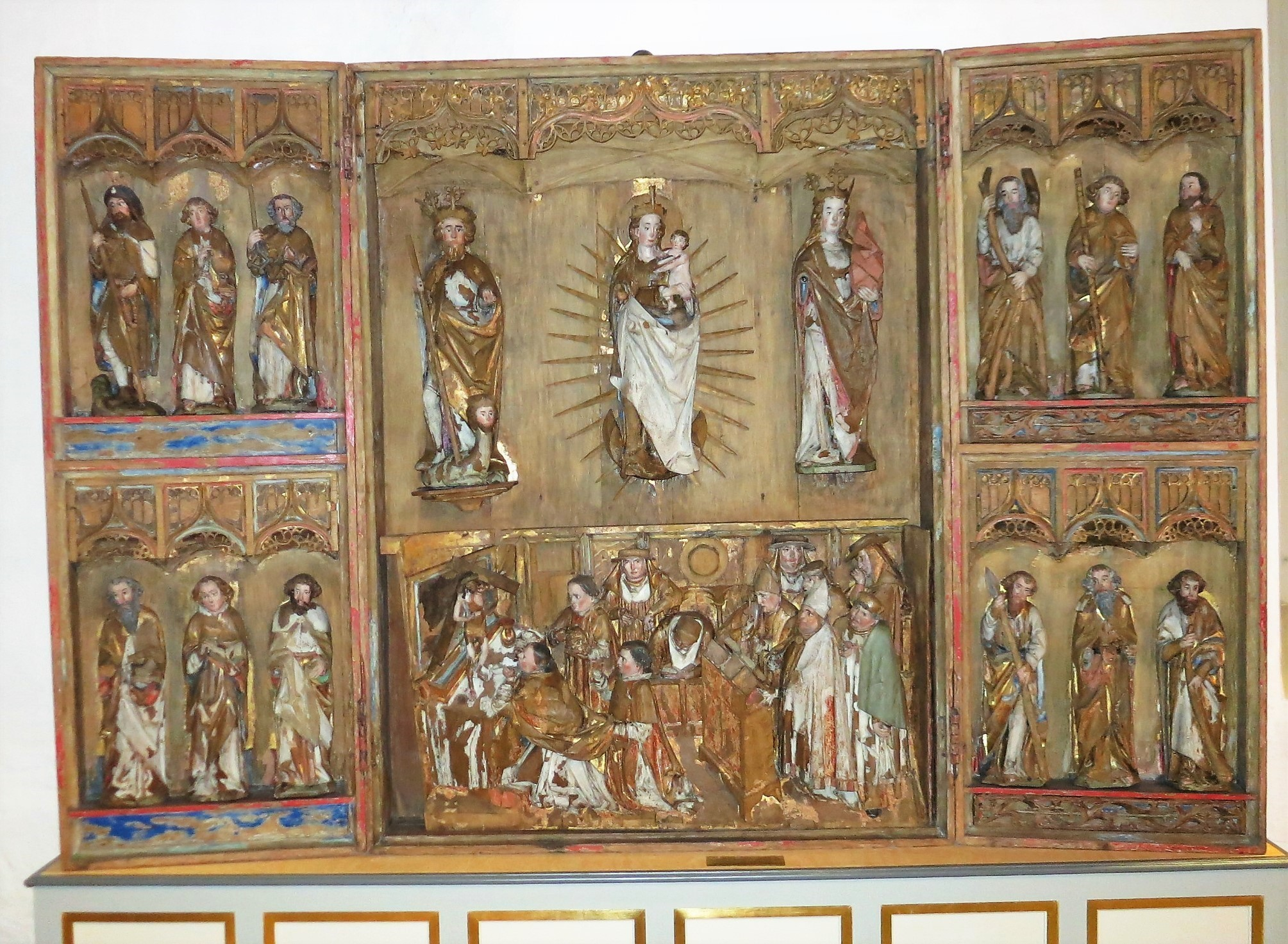
Altarskåpet.